# Pour toujours, plus un jour
Production
Diffusion
Pour toujours, plus un jour, est une série de fiction québécoise, produite par Passez Go et écrite par Guillaume Girard. Elle a été réalisée par Marie-Claude Blouin et est diffusée sur la plateforme CraveTV depuis le 28 janvier 2020,.

## Résumé
Dans cette comédie dramatique au ton réaliste, on suit Chuck et Delphine, 28 ans, qui décident à la suite d'un diagnostic de maladie orpheline, de faire passer leur quotidien de l'ordinaire à l'extraordinaire. À travers les épisodes, ils prennent les grands moyens pour réaliser leurs rêves ; cela, même si parfois, les rêves sont saugrenus et les grands moyens sont souvent les moyens du bord,.

## Distribution
- Pier-Luc Funk : Charles Lebrun «Chuck»
- Catherine Brunet : Delphine Flamand
- Rémi Goulet : Benjamin Lebrun «Benji»
- Victoria Diamond : Mia Myles
- Isabelle Brouillette : Karine Perron
- Karl-Antoine Suprice : Louis Jacques «Junior»
- Léa Roy : Adèle Corriveau
- Vincent Graton : Agent Dubreuil
- Marie-Chantal Perron : Dre Sylvie Baptiste
- Vincent Leclerc : Jean
- Frédérick De Grandpré : Mark
- Éric Robidoux : Fabrice Ospina

## Production

### Développement
La série est annoncée en septembre 2019 avec, en tant qu'acteurs principaux, Pier-Luc Funk et Catherine Brunet. Initialement prévue pour Vrak, la série devient plutôt la première production québécoise offerte en primeur sur la plateforme Crave pour le lancement de son volet francophone le 28 janvier 2020.
Le 17 mars 2021, Catherine Brunet et Pier-Luc Funk annoncent le renouvellement de la série pour une seconde saison alors lors de leur passage à l'émission La semaine des 4 Julie. Ce sera toutefois la dernière saison de la série.

### Fiche technique
- Titre original : Pour toujours, plus un jour
- Création : Guillaume Girard
- Réalisation : Marie-Claude Blouin
- Scénario : Guillaume Girard, Kristine Metz, Patrick Dupuis et Erika Soucy
- Direction artistique : Valerie-Jeanne Mathieu
- Directeur photo : Félix Tétreault
- Preneur de son : Frédérick Michaud, Mathieu Alix
- Musique originale : Samuel Laflamme
- Producteurs exécutifs : Vicky Bounadère, Félix Tétreault, Marie-Claude Blouin
- Producteur au contenu : Patrick Martin
- Productrice déléguée : Marie-Christine Lavoie
- Société de production : Passez Go
- Pays d'origine :  Canada
- Langue d'origine : Français
- Nombre de saison ; 1
- Nombre d'épisodes 14
- Durée : 22 minutes
- Dates de première diffusion :
  - Québec : 28 janvier 2020 sur Crave ; 16 septembre 2020 à Noovo

## Épisodes
1. Party champagne
2. Le premier jour
3. Sans regrets
4. Chicken
5. Le petit rat
6. Symptômes ou pas
7. Capitaine Marabout
8. Danse Macabre
9. 24 carats
10. La licorne
11. Journée chill
12. Adèle
13. Les masques
14. La dernière journée

## Récompenses et nominations

### Récompenses
- Prix Gémeaux 2020 : Meilleur premier rôle féminin : jeunesse (Catherine Brunet)

### Nominations
- Prix Gémeaux 2020[9] : 
  - Meilleure émission de jeunesse fiction : 13 à 17 ans
  - Meilleur texte jeunesse (Guillaume Girard, Kristine Metz)
  - Meilleur premier rôle masculin : jeunesse (Pier-Luc Funk)
  - Meilleur rôle de soutien masculin : Jeunesse (Rémi Goulet)
  - Meilleur rôle de soutien féminin : Jeunesse (Isabelle Brouillette)
  - Meilleure réalisation jeunesse : fiction (Marie-Claude Blouin)